# Teodoro di Mopsuestia
Teodoro di Mopsuestia, o Teodoro di Antiochia (Antiochia di Siria, 350 circa – Mopsuestia, 428), è stato un vescovo e teologo greco antico, arcivescovo di Mopsuestia dal 392 al 428.

## Biografia
È il più noto tra i rappresentanti della scuola degli ermeneutici di Antiochia. Fu probabilmente allievo del retore e filosofo siro Libanio. Entrato nella comunità monastica di Diodoro di Tarso da giovane, ne uscì presto in seguito ad una crisi di fede. Fu convinto a ritornarvi da due lettere di Giovanni Crisostomo, A Teodoro caduto.
Fu ordinato presbitero nel 383 (o 386) dal patriarca di Antiochia Flaviano, insieme al Crisostomo, e nel 392 si unì al suo vecchio maestro Diodoro, il quale nel frattempo era diventato vescovo di Tarso; Diodoro fece nominare Teodoro vescovo di Mopsuestia in Cilicia.
Diodoro raggiunse una posizione di egemonia intellettuale ad Antiochia nel campo dell'esegesi biblica. Teodoro fu il principale continuatore del suo pensiero. I commentari biblici di Teodoro vennero distribuiti agli eruditi della Scuola di Edessa affinché, dopo averli tradotti dal greco in siriaco, venissero spiegati agli allievi. Il traduttore dal greco al siriaco degli scritti di Teodoro fu Iba di Edessa.
Nei riguardi della questione cristologica, Teodoro criticò il titolo di Maria (theotókos) e sostenne la compiutezza delle due nature di Cristo, insieme divina ed umana, da sembrare di disgiungerle, come poi fece Nestorio.

## Pensiero
Durante la sua vita il pensiero di Teodoro fu sempre considerato ortodosso. Tuttavia, quando nel 418 papa Zosimo condannò i pelagiani con l'Epistula tractoria, Teodoro accolse il vescovo Giuliano di Eclano, che si era opposto a tale documento, ed iniziò a difendere Pelagio.
Insieme al vescovo Diodoro di Tarso, egli sostenne, prima del Concilio di Efeso del 449, che l'uomo Gesù fosse inabitato dal Logos:
L'idea dell'assunzione della natura umana (senza unione ipostatica) rinvia all'eredità dell'adozionismo di Paolo di Samosata. 
Dopo la sua morte il nome di Teodoro fu associato a quello del suo allievo Nestorio. Se la sua teologia infatti ammetteva la piena umanità di Cristo, essa perdeva l'unità della persona del Verbo fattosi carne. 
Oltre un secolo dopo la sua morte, nel 544 Teodoro fu condannato postumo da un editto dell'imperatore Giustiniano emanato contro i Tre Capitoli, gli scritti cioè di Teodoreto di Cirro, Iba di Edessa e dello stesso Teodoro. Papa Vigilio (537-555) si rifiutò di riconoscere l'editto imperiale, ma gli fu intimato di recarsi a Costantinopoli per conferire con l'imperatore. Dal suo domicilio coatto in Costantinopoli, durato ben otto anni, dovette riconoscere l'editto e i decreti del II Concilio di Costantinopoli (553), tra cui quello che dichiarò eretico Teodoro.
La dottrina cristologica della Chiesa assira d'Oriente è tuttora fondata sul suo insegnamento.

## Opere
Teodoro fu autore di numerose opere, riguardanti soprattutto i Misteri e la Fede. Di esse solamente una si è conservata nella forma integrale.
Esegesi biblica
- Commentari sull'Antico Testamento: sulla Genesi (PG 33,633-646); i Salmi[4]; un ampio saggio sui dodici Profeti minori (PG 66,124-632); I e II libro dei Re; due saggi sul Libro di Giobbe dedicati a Cirillo di Alessandria; un saggio sul Qoelet; e un saggio sui quattro grandi profeti maggiori[5] (PG 66, 697 ss.). Anche il II Concilio di Costantinopoli (553) riferisce del commento sul Cantico dei Cantici, ma probabilmente fu riportato solo in una lettera.
- Commentari sul Nuovo Testamento: Teodoro scrisse sul Vangelo di Luca (PG 66, 716), di Matteo (PG 66, 703-714) e di Giovanni[6]; sugli Atti degli Apostoli[7]; e su alcune lettere di Paolo (Galati, Colossesi, Tessalonicesi e Filemone).

Scritti teologici e ascetici
- De sacramentis (perduto); De fide (frammenti); De sacerdotio (perduto); De Spiritu Sancto, Disputatio cum Macedonianis (perduto); De incarnationibus (scritto nel 382-394 contro apollinaristi, ariani ed anomei); Contra Eunomium; Contra asserentes peccatum in natura insitum esse (contro i difensori del peccato originale); Contra magicam artem (contro i "magi persiani", ovvero lo zoroastrismo); Ad monachos (perduto); Liber margaritarum; De obscura locutione; De perfectione operum (perduto); Adversus Allegoricos; Assumente et Assumpto (perduto), De legislatione (perduto).

Un'opera che sfugge ad ogni classificazione è Adversus criminationes in Christianos Iuliani imperatori, attraverso la quale Teodoro volle confutare l'invettiva Contra Galileos («Contro i cristiani») dell'imperatore Giuliano.
Le opere teologiche di Teodoro, in particolare i suoi commenti biblici, furono di grande importanza nella Chiesa orientale. Furono tradotti in siriaco a Edessa e in seguito ebbero un carattere canonico nella scuola esegetica di Nisibi, dove furono tenuti in grande considerazione poiché anticipavano il pensiero di Nestorio. Anche la Cronaca di Seert (IX secolo) lo menziona (Patrologia Orientalis, 5,289-291). Fozio di Costantinopoli, criticando il suo commentario alla Genesi con parole più o meno applicabili a tutti i testi di Teodoro, notò l'opposizione dello scrittore al metodo interpretativo allegorico, proprio della Scuola catechetica di Alessandria. A parere di Fozio, nell'opera Contra magicam artem, Teodoro avrebbe tradito le sue opinioni "nestoriane" e avrebbe difeso la credenza nella resurrezione finale di tutti gli uomini (Biblioteca).
Infine Teodoro fu citato anche da autori cristiano orientali a lui posteriori di molti secoli, come Abdisho di Nisibi (1250 circa - 1318), che redasse l'elenco completo dei suoi scritti tradotti in siriaco (Assemani, Bibl. Or. III, 30 ss.).
Una liturgia siriaca attribuita a "Mar Teodoro il traduttore" (beatus interpres) è ancora usata dai cristiani assiri per un terzo dell'anno, dall'Avvento alla Domenica delle Palme.